# 紹興 (南宋)

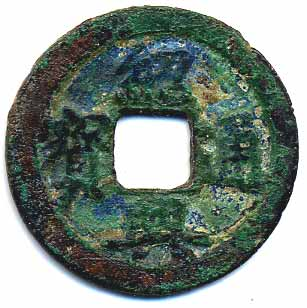
紹興通寶

紹興（1131年—1162年）是南宋皇帝宋高宗的第二个也是最後一個年号，共计32年。紹興三十二年六月十四日宋孝宗即位沿用。

## 年號含義
有承繼前業，振興昌盛又或是紹奕世之宏修，興百年之丕緒之意。

## 改元
- 建炎五年——正月一日，有詔改元紹興。[2][3]
- 紹興三十二年——六月十四日，宋高宗禪位，宋孝宗即位。十一月十六日，有詔明年改元隆興。[4][5]

## 紀年對照表
| 紹興 | 元年     | 二年     | 三年     | 四年     | 五年     | 六年     | 七年     | 八年     | 九年     | 十年   |
| ---- | -------- | -------- | -------- | -------- | -------- | -------- | -------- | -------- | -------- | ------ |
| 公元 | 1131年   | 1132年   | 1133年   | 1134年   | 1135年   | 1136年   | 1137年   | 1138年   | 1139年   | 1140年 |
| 干支 | 辛亥     | 壬子     | 癸丑     | 甲寅     | 乙卯     | 丙辰     | 丁巳     | 戊午     | 己未     | 庚申   |
| 紹興 | 十一年   | 十二年   | 十三年   | 十四年   | 十五年   | 十六年   | 十七年   | 十八年   | 十九年   | 二十年 |
| 公元 | 1141年   | 1142年   | 1143年   | 1144年   | 1145年   | 1146年   | 1147年   | 1148年   | 1149年   | 1150年 |
| 干支 | 辛酉     | 壬戌     | 癸亥     | 甲子     | 乙丑     | 丙寅     | 丁卯     | 戊辰     | 己巳     | 庚午   |
| 紹興 | 二十一年 | 二十二年 | 二十三年 | 二十四年 | 二十五年 | 二十六年 | 二十七年 | 二十八年 | 二十九年 | 三十年 |
| 公元 | 1151年   | 1152年   | 1153年   | 1154年   | 1155年   | 1156年   | 1157年   | 1158年   | 1159年   | 1160年 |
| 干支 | 辛未     | 壬申     | 癸酉     | 甲戌     | 乙亥     | 丙子     | 丁丑     | 戊寅     | 己卯     | 庚辰   |
| 紹興 | 三十一年 | 三十二年 |          |          |          |          |          |          |          |        |
| 公元 | 1161年   | 1162年   |          |          |          |          |          |          |          |        |
| 干支 | 辛巳     | 壬午     |          |          |          |          |          |          |          |        |

## 大事记
1. 郾城之戰。绍兴十年（1140年），金军向南宋大举进攻，南宋派军分路抵抗。咏出《满江红》的南宋著名将领岳飞在郾城带领岳家军，在郾城大败金的主力骑兵，乘胜收复了许多失地，其他几路宋军也取得了许多战果。 
2. 岳飞莫须有冤狱。绍兴十一年（1141年），宋将刘琦等在柘皋（今安徽巢县西北）大败金兵。金兵也在濠州(今安徽凤阳)回击了宋兵。宋高宗害怕抗金力量壮大，威胁自己的统治，于是向金求和。高宗连下十数道金牌，诏令岳飞等人班师，致使进军顺利欲“直捣黄龙”的岳飞志向难以完成。随后宋廷以论功行赏为名，把韩世忠、张俊、岳飞三位大将召赴临安，分别委以枢密使和枢密副使的虚衔，解除了兵权。秦桧甚至拉拢张俊，进一步打击坚决抗金的韩世忠和岳飞，制造了臭名昭著的“岳飞冤狱”，以莫须有罪名杀害之，一起被行刑的还有岳飞的儿子岳云及岳飞部将张宪。
3. 《紹興和議》。绍兴十一年(1141年)十月，宋派魏良臣赴金，提出和议；十一月，金派萧毅，邢具瞻为审议使，随魏良臣来宋，提出和议条件。最后双方达成了和议，内容大体如下： 
1. 宋向金称臣，金册封宋康王赵构为皇帝；
2. 东以淮河中流为界，西以大散关（在今陕西宝鸡西南）为界，南属宋，北属金，割唐州（今河南唐河）、邓州（今河南邓州），以及商州（今陕西商县）、秦州（今甘肃天水）的大半予金；
3. 宋每年向金纳贡银、绢各二十五万两、匹（“岁贡”，《隆兴和议》后改称“岁币”），从绍兴十二年开始，每年春季送至泗州交纳。

南宋于这个耻辱的条约中断送了在这之前的抗金硕果，确定了宋金之间政治上的不平等关系，结束了长达十余年的战争状态，两国形成了南北对峙的局面。而南宋以耻辱所换取的“和平”，亦只维持了短短的二十年。 
后来，金为了加强对黄河流域的统治，把都城迁到燕京，改名为中都。
4. 沈园钗头凤爱情故事。爱国诗人陆游与唐婉一对璧人情投意合却劳燕纷飞，再次相遇后分别在沈园一壁上题词感慨分离后，悲伤过度的唐婉与世长辞的凄美的爱情故事。

## 出生
- 绍兴二十五年（1155年）—莊夏出生

## 逝世
- 绍兴十一年（1141年）—岳飛被處死。

## 同期存在的其他政权年号
- 其他政权使用的绍兴年号
- 中國
  - 阜昌（1130年－1137年）：宋時期—伪齐劉豫之年號
  - 大聖天王（1133年－1135年）：宋時期—杨幺之年號
  - 羅平（1141年）：宋時期—王法恩之年號
  - 延慶（1124年－1133年）：西辽—德宗耶律大石之年號
  - 康國（1134年－1143年）：西遼—德宗耶律大石之年號
  - 咸清（1144年－1150年）：西遼—感天后蕭塔不煙之年號
  - 紹興（1151年－1163年）：西遼—辽仁宗耶律夷列之年號
  - 天會（1123年－1137年）：金—金太宗吳乞買、金熙宗完颜亶之年號
  - 天眷（1138年－1140年）：金—金熙宗完颜亶之年號
  - 皇統（1141年－1149年）：金—金熙宗完颜亶之年號
  - 天德（1149年－1153年）：金—金海陵王完顏亮之年號
  - 貞元（1153年－1156年）：金—金海陵王完顏亮之年號
  - 正隆（1156年－1161年）：金—海陵王完顏亮之年號
  - 大定（1161年－1189年）：金—金世宗完顏雍之年號
  - 天興（1147年）：金朝時期—熬羅孛極烈之年號
  - 天正（1161年）：金朝時期—移剌窩斡之年號
  - 正德（1127年－1134年）：西夏—夏崇宗李乾順之年號
  - 大德（1135年－1139年）：西夏—夏崇宗李乾順之年號
  - 大慶（1140年－1143年）：西夏—夏仁宗李仁孝之年號
  - 人慶（1144年－1148年）：西夏—夏仁宗李仁孝之年號
  - 天盛（1149年－1169年）：西夏—夏仁宗李仁孝之年號
  - 保天（1129年－1137年）：大理—段正嚴之年號
  - 廣運（1138年－1147年）：大理—段正嚴之年號
  - 永貞（1148年）：大理—段正興之年號
  - 大寳（1149年－1156年）：大理—段正興之年號
  - 龍興（1157年－1161年）：大理—段正興之年號
  - 盛明（1162年－1063年）：大理—段正興之年號
- 越南
  - 天順（1128年－1132年）：李朝—李陽煥之年號
  - 天彰寶嗣（1133年－1138年）：李朝—李陽煥之年號
  - 紹明（1138年－1140年）：李朝—李天祚之年號
  - 大定（1140年－1162年）：李朝—李天祚之年號
- 日本
  - 大治（1126年－1131年）：崇德天皇之年号
  - 天承（1131年－1132年）：崇德天皇之年号
  - 長承（1132年－1135年）：崇德天皇之年号
  - 保延（1135年－1141年）：崇德天皇之年号
  - 永治（1141年－1142年）：崇德天皇與近衛天皇之年号
  - 康治（1142年－1144年）：近衛天皇之年号
  - 天養（1144年－1145年）：近衛天皇之年号
  - 久安（1145年－1151年）：近衛天皇之年号
  - 仁平（1151年－1154年）：近衛天皇之年号
  - 久壽（1154年－1156年）：近衛天皇之年号
  - 保元（1156年－1159年）：後白河天皇與二條天皇之年号
  - 平治（1159年－1160年）：二條天皇之年号
  - 永曆（1160年－1161年）：二條天皇之年号
  - 應保（1161年－1163年）：二條天皇之年号

## 深入閱讀
- 李崇智. . 北京: 中華書局. 2004年12月. ISBN 7101025129.
- 鄧洪波. . 臺北: 國立臺灣大學東亞經典與文化研究計劃. 2005年3月  [2021-11-19]. ISBN 9789860005189. （原始内容 (pdf)存档于2007-08-25）.

| 前一年號： 建炎 | 南宋年号 | 下一年號： 隆興 |